# Podgorje pod Čerinom
Podgorje pod Čerinom este o localitate din comuna Vojnik, Slovenia, cu o populație de 96 de locuitori.